# بيليغرينو ماتارازو
بيليغرينو ماتارازو (بالإيطالية: Pellegrino Matarazzo)‏ هو لاعب كرة قدم ومدرب كرة قدم إيطالي في مركز الوسط، ولد في 28 نوفمبر 1977 في Wayne, New Jersey ‏ في الولايات المتحدة. لعب مع نادي نورنبرغ.

## وصلات خارجية
- بيليغرينو ماتارازو على موقع قاعدة بيانات كرة القدم.إي يو (الإنجليزية)
- بيليغرينو ماتارازو على موقع عالم كرة القدم.نت (الإنجليزية)